# John Gardiner
John Neville Gardiner (Newcastle, 3 marzo 1943 – Perth, 17 maggio 2014) è stato un cestista e allenatore di pallacanestro australiano.

## Carriera
Con l'Australia ha disputato le Olimpiadi del 1964 e il Campionato del mondo del 1970.